# Ernest Hollander
Pour les articles homonymes, voir Hollander.
Ernest Hollander, né le 17 décembre 1827 à Altona et mort le 26 septembre 1867 à Paris, est un homme de lettres et fonctionnaire français d'origine allemande.

## Biographie
Né le 17 décembre 1827 à Altona, dans le duché de Holstein, qui dépendait alors du Danemark tout en appartenant à la Confédération germanique, Ernest Hollander est le fils de Jacob-Éléazar (Jacques-Édouard) Hollander (1790-1873), un négociant allemand, et de Désirée Worms de Romilly (1797-1874), fille du banquier parisien Olry Worms de Romilly.
Ernest est encore très jeune quand sa famille émigre en France. Élève du collège Henri IV, où il distingue dès la classe de troisième en remportant le deuxième prix d'Histoire au concours général de 1844, il obtient par la suite une licence en droit.
Entre 1849 et janvier 1852, Ernest Hollander de Romilly est chef de cabinet à la préfecture du Gers puis à celle d'Eure-et-Loir. À la fin de l'année 1852, il est naturalisé français à la suite de son père. Deux ans plus tard, « pour être agréable à ses oncles » maternels (Emmanuel, Félix et Léonce Worms de Romilly (d)), il renonce à ajouter « de Romilly » à son patronyme.
En 1855, il publie chez Firmin Didot la première traduction complète des comédies du dramaturge espagnol Leandro Fernández de Moratín.
La même année, il a été nommé chancelier dans un consulat au Pérou. Tombé malade, il est mis en disponibilité en 1857. L'année suivante, il publie La Turquie devant l'opinion publique, où il prend la défense de l'Empire ottoman. Il collabore ensuite à La Mode illustrée.
En 1860, il entre au ministère de l'Intérieur, d'abord en tant que commis principal, puis comme sous-chef de bureau. Le 23 décembre 1864, lors de la suppression de la direction de la presse, Hollander devient le chef du 4e bureau, chargé de l'examen et de la traduction de la presse étrangère, sous la direction de M. Perret, chef de cabinet du ministre. Par décret du 14 août 1865, il est nommé chevalier de la Légion d'honneur. Ayant démissionné de son poste au ministère pour raisons de santé, il est remplacé le 1er juin 1866 par Ernest-Joseph Sirouy.
Au début de l'année suivante, Hollander est chargé de créer un nouveau journal officieux qui a pour but de mener une propagande anti-prussienne et de prendre la défense des intérêts de Georges V de Hanovre. Envoyé auprès de ce dernier, qui vit en exil près de Vienne, Hollander obtient une somme 1 500 000 francs pour fonder La Situation, dont il devient le directeur-gérant.
Souffrant de phtisie pulmonaire, Ernest Hollander meurt le 26 septembre 1867 à son domicile du no 14 de la rue Chauveau-Lagarde. Il est inhumé au cimetière du Père-Lachaise (7e division).

### Œuvres
- Théâtre espagnol. Les Comédies de Don Leandro Fernandez de Moratin, traduites pour la première fois d'une manière complète par Ernest Hollander, Paris, Firmin Didot, 1855, 635 p. (consultable en ligne sur Google Livres).
- La Turquie devant l'opinion publique, Paris, Firmin Didot, 1858, 167 p. (consultable en ligne sur Google Livres).